# قلعة بتروفارادين
قلعة بتروڤارادين أو قلعة وارادين (بالسيريلية الصربية: Петроварадинска тврђава) (بالمجرية: Péterváradi vár) المُلقّبة بـ "جبل طارق الدانوب"،  هي حصن في بلدة بتروڤارادين التي تُعد جزءًا من مدينة نوفي ساد، الكائنة في صربيا الحالية. تقع القلعة على الضفة اليمنى لنهر الدانوب. وضع شارل أوجين دي كروي (Charles Eugène de Croÿ) حجر الأساس للجزء الجنوبي الموجود حاليا من القلعة في 18 أكتوبر 1692م. تحتوي قلعة بتروڤارادين على العديد من الأنفاق بالإضافة إلى أكثر من 16 كيلومتر (9.9 ميل) من الممرات الجوفية المحفوظة ونظام أنفاق مضادة للألغام محفوظ حتى اليوم.
في عام 1991م، أُضيفت قلعة بتروڤارادين إلى قائمة الوحدات الثقافية والتاريخية ذات الأهمية المكانية لجمهورية صربيا.

## التاريخ

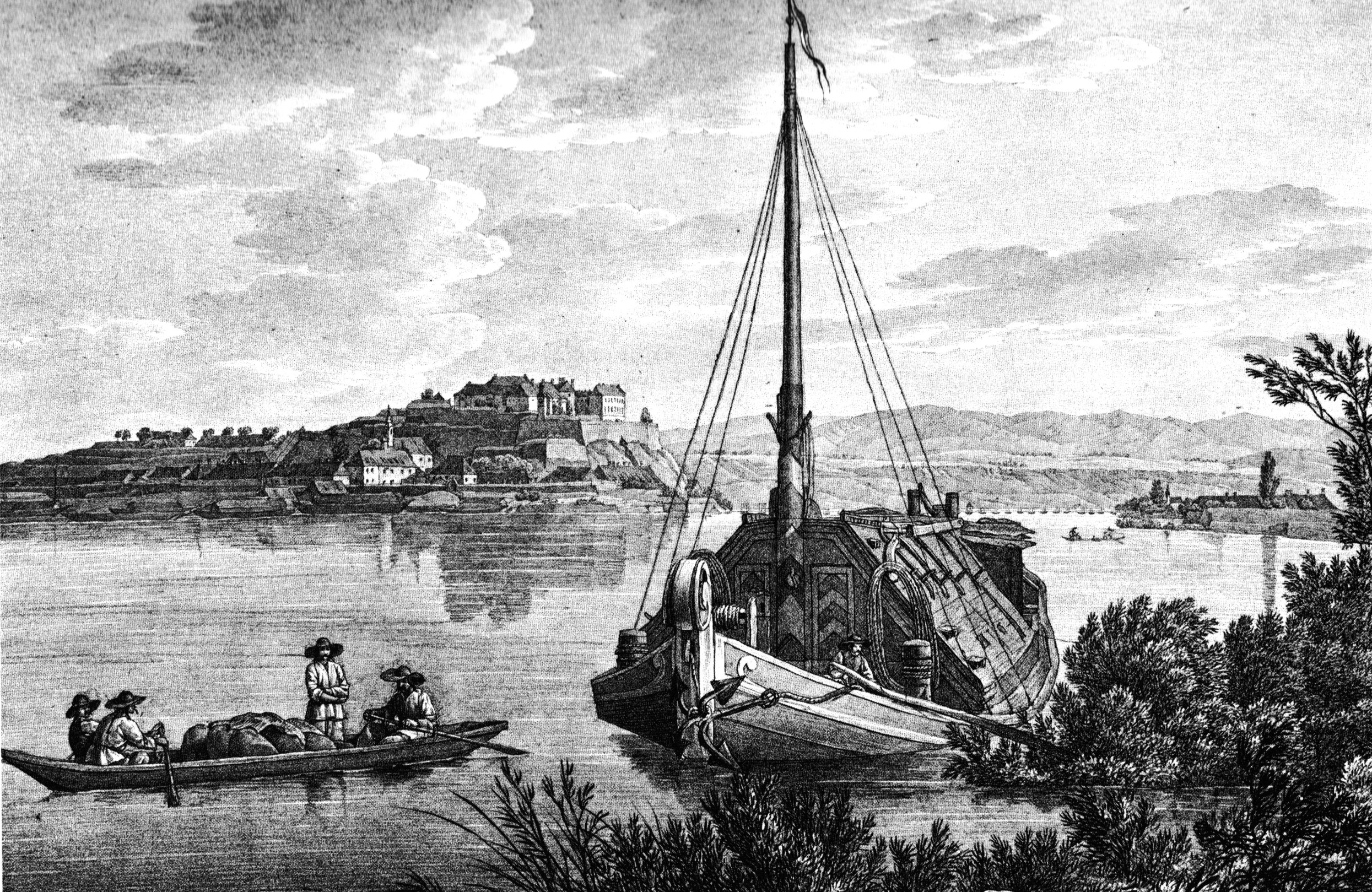
نقش من عام 1821م.

قدمت الاكتشافات الأثرية الأخيرة منظورًا جديدًا ليس فقط لتاريخ بتروڤارادين، بل للمنطقة بأكملها. في القلعة العليا، تم اكتشاف بقايا مستوطنة من العصر الحجري القديم يعود تاريخها إلى الفترة من 19,000 إلى 15,000 قبل الميلاد. ومع هذا التطور الجديد، ثبت أن هناك استيطانًا مستمرًا في هذا الموقع منذ العصر الحجري القديم حتى الوقت الحاضر. وفي أثناء الحفريات التي أجريت عام 2005م، اكتشف علماء الآثار أيضًا اكتشافًا مهمًا آخر. عند فحص بقايا من العصر البرونزي المبكر (حوالي 3000 قبل الميلاد)، تم اكتشاف أسوار تشهد على أنه في ذلك الوقت كانت هناك مستوطنة محصنة موجودة في موقع بتروڤارادين.
أنشأ الرومان أول تحصينات كبيرة ببناء قلعة كوسوم (Cusum)، لتكون جزءًا من الحدود المحصنة لدولتهم (الليميس) على طول نهر الدانوب.
جاءت نقطة التحول في تاريخ المنطقة في عام 1235م عندما أحضر الملك بيلا الرابع ملك المجر مجموعة من الرهبان السيسترسيين من فرنسا. قامت هذه الطائفة الرهبانية ببناء دير بيلاكوت (Bélakút) على بقايا القلعة الرومانية كوسوم. ثم بُنيت أسوار هذا الدير بين عامي 1247م و1252م لتمثل تحصينات هذا الموقع خلال العصور الوسطى.
تم تعزيز القلعة بسبب خطر الغزو العثماني. ومع ذلك سقطت القلعة بيد الدولة العثمانية بعد حصار دام أسبوعين في عام 1526م.

### الحروب النمساوية العثمانية

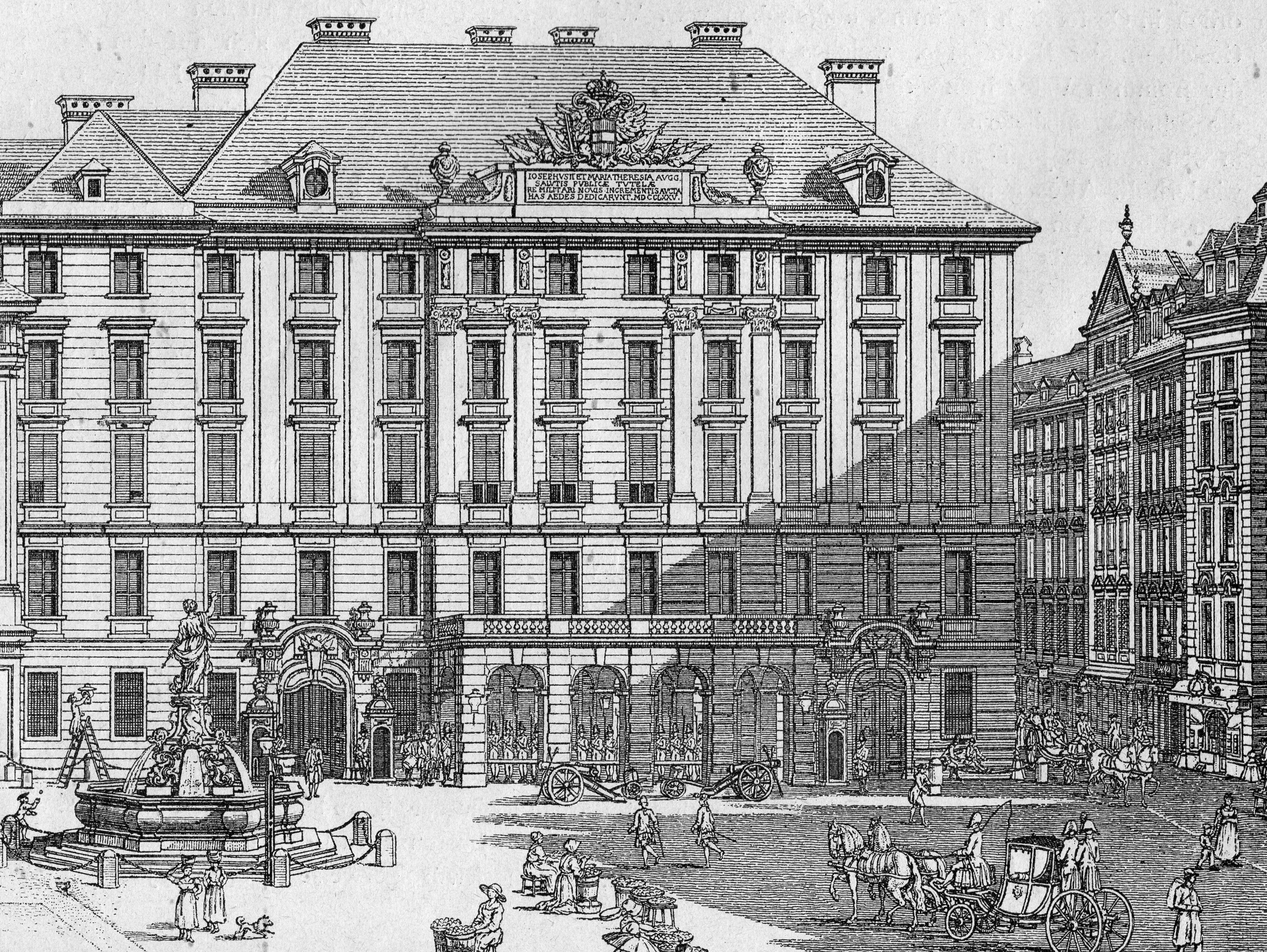
مبنى مجلس الحرب الإمبراطوري لملكية هاپسبورغ (Hofkriegsrat) في فيينا، عام 1775م.

خلال الحرب التركية العظمى عام 1687م، استولى الجيش النمساوي على بتروڤارادين بعد 150 عامًا من السيطرة العثمانية عليها. هدم النمساويون القلعة القديمة وبنوا تحصينات جديدة وفقًا للمعايير المعاصرة.

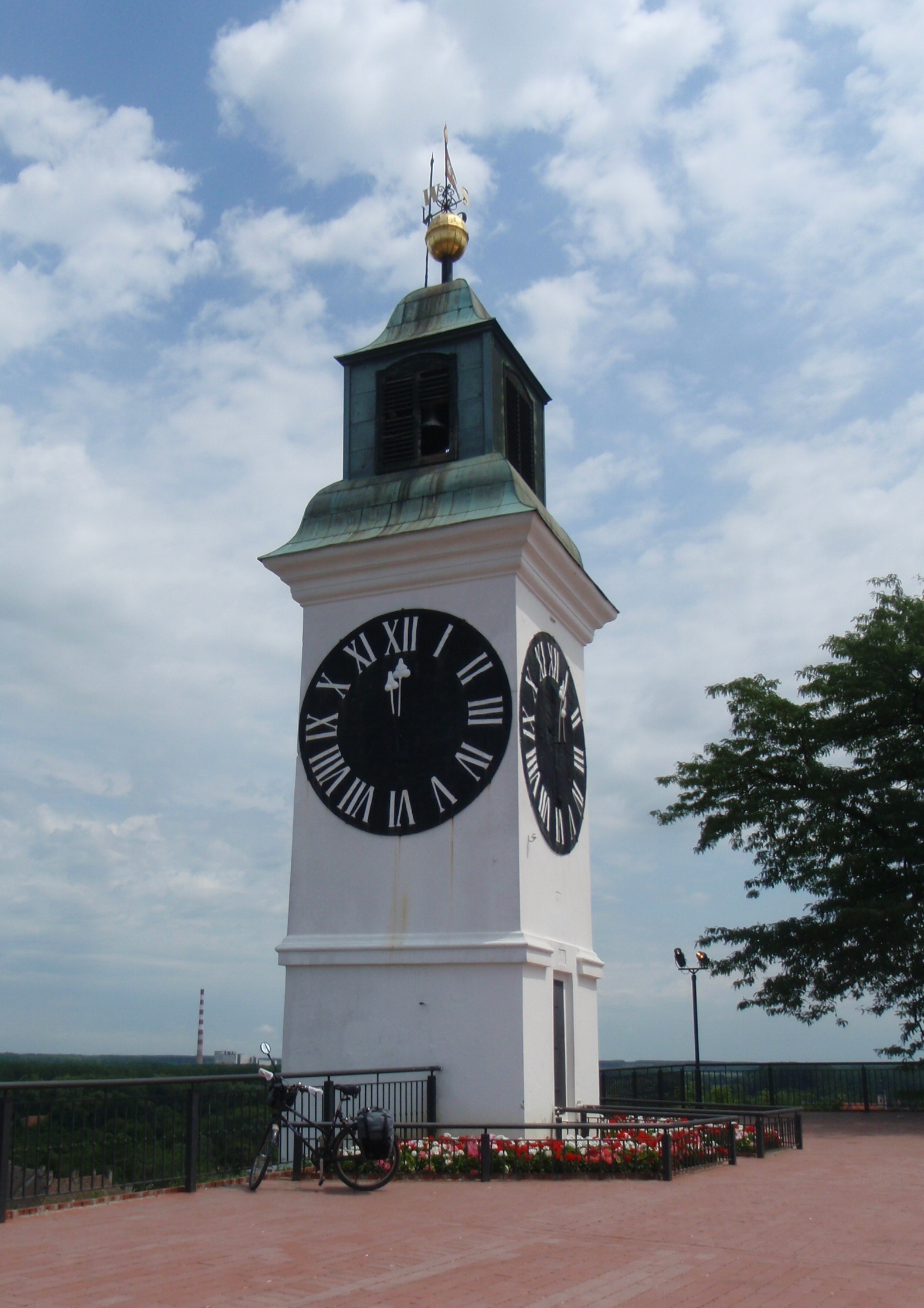
برج الساعة، الذي تم عكس أطوال عقاربه حتى يتمكن الصيادون من رؤية الساعة بشكل أفضل، هو أحد المعالم الرئيسية في نوفي ساد.

في عام 1692م، أمر مجلس الحرب الإمبراطوري لملكية هاپسبورغ (Hofkriegsrat) المهندسين بالذهاب إلى بتروڤارادين للتحقيق في المنطقة من أجل بناء قلعة جديدة. وتلقى الكونت كيسرزفيلد (Keysersfeld) الدعم المالي والبشري.
تم تصميم الخطط الأولى للقلعة من قبل المهندس العقيد الكونت ماثياس كيسرفيلد (Mathias Keyserfeld) وبعد ذلك من قبل الكونت لويجي فرديناندو مارسيجلي (Luigi Ferdinando Marsigli) (1659م-1730م). كما أشرف على الأعمال الميدانية أيضًا المهندس العقيد ميخائيل وامبيرج (Michael Wamberg) الذي توفي عام 1703م ودُفن في كنيسة دير الفرنسيسكان التي تخدم اليوم كجزء من المستشفى العسكري الحالي.
في 9 سبتمبر 1694م، وصل الصدر الأعظم سورملي علي پاشا إلى قلعة بتروڤارادين قادماً من بلغراد وفرض عليها حصاراً لمدة 23 يومًا، ولكن الظروف الجوية السيئة في أكتوبر أجبرت القوات العثمانية على التراجع نحو بلغراد دون إكمال مهمتها.
أدى انتصار النمساويين بقيادة الأمير يوجين من سافوي في سينتا (Senta) الصربية في 11 سبتمبر 1697م إلى تهيئة الظروف لإبرام السلام في كارلوفيتز (Karlowitz) الصربية في عام 1699م بين الدولة العثمانية وملكية هاپسبورغ.
لاحت إرهاصات حرب جديدة مع الدولة العثمانية، فقد كان عدم اهتمام النمسا بالحرب، بالإضافة إلى تعويضات الحرب التي اقترحها النمساويون على العثمانيين لصالح جمهورية البندقية، كل ذلك كان بمثابة أسباب لتجدد العدوان العثماني تجاه النمسا. ومن أجل الاستعداد للمعركة القادمة، أمر الأمير يوجين بتركيز القوات النمساوية حول فوتوج (Futog) تحت القيادة المؤقتة للكونت يوهان پالفي (Johann Pálffy)، ثم وصل الأمير شخصيًا في 9 يوليو. بلغ عدد الجيش النمساوي بأكمله 76 ألف جندي، وفي هذه الأثناء، حشد الجيش العثماني 150 ألف جندي في بلغراد. وقعت المعركة الحاسمة بين الجيشين النمساوي والعثماني في 5 أغسطس 1716م في بتروڤارادين. كان النمساويون بقيادة الأمير يوجين، وكان العثمانيون تحت قيادة الصدر الأعظم الدامات علي باشا السلحدار . كان انتصار الجيش النمساوي إيذانا بنهاية التهديد العثمان لأوروبا الوسطى.

### أعمال أخرى

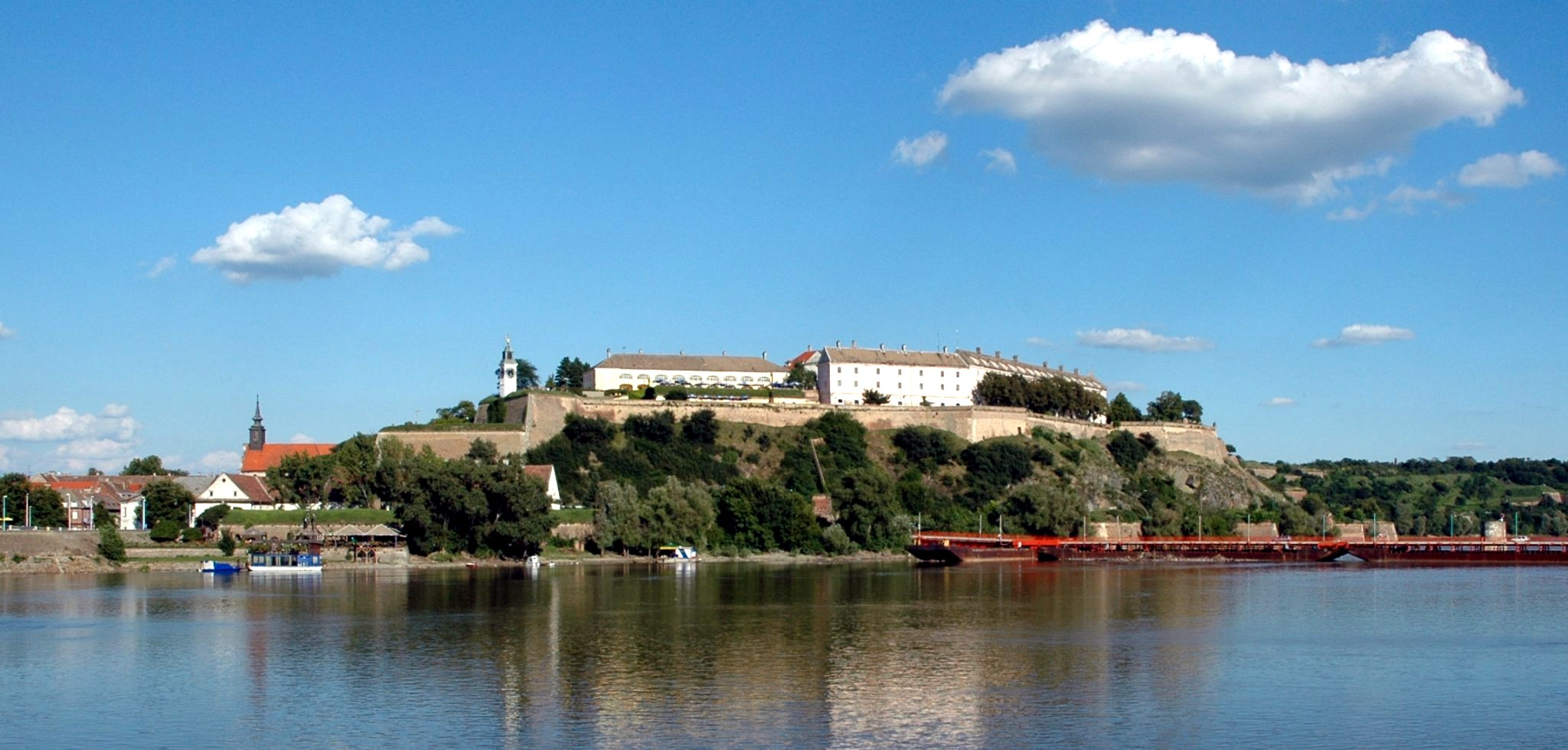
القلعة من نهر الدانوب.

وفي عام 1751م، تم وضع خطط جديدة، وبدأت الأعمال الكبرى في عام 1753م واستمرت حتى عام 1776م. عندما كانت هذه الأعمال جارية، اقترح المهندس الرائد ألبريشت هاينريش شرودر (Albrecht Heinrich Schroeder) نظامًا متفرعًا من أنفاق مكافحة الألغام على المجلس العسكري الأعلى في أوائل عام 1764م. وفي شهر مارس من نفس العام تمت الموافقة على الخطة، ولكن تأخر بناؤها لعدة سنوات.
شهد الإمبراطور جوزيف الثاني أثناء زيارته لقلعة بتروڤارادين في مايو 1768م، تدريبًا عسكريًا باستخدام معدات الألغام تم إجراؤه على شرفه.
وتم الانتهاء من بناء هذا النظام من الأنفاق، الذي يتكون من أربعة مستويات، في عام 1776م وكان الطول الإجمالي للنظام 16 كيلومتر (9.9 mi) .

### في القرنين التاسع عشر والعشرين

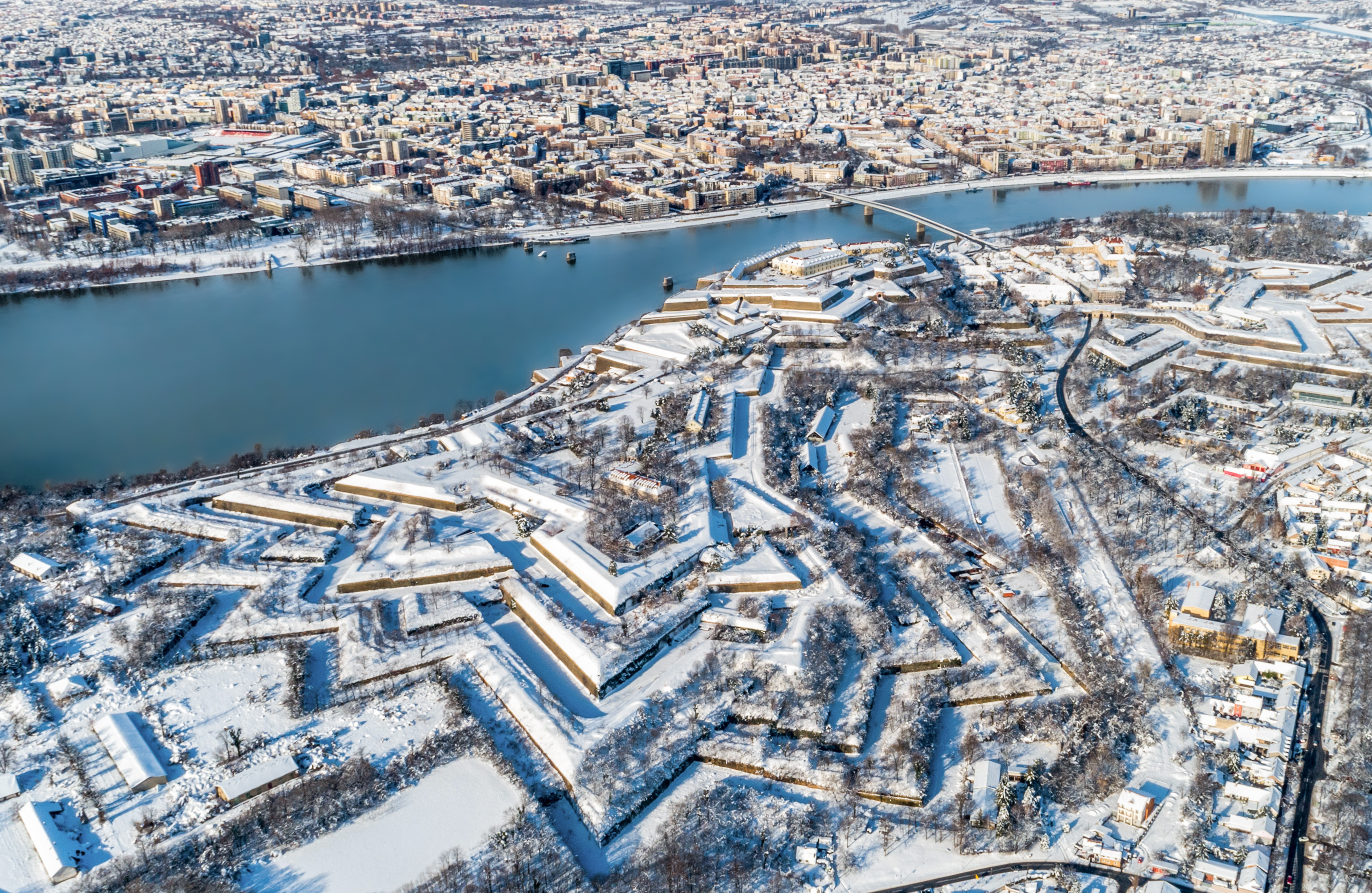
قلعة بتروڤارادين خلال فصل الشتاء.

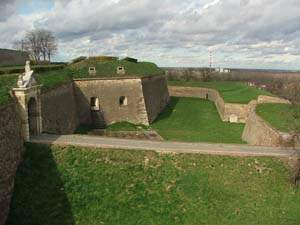
البوابة الملكية.

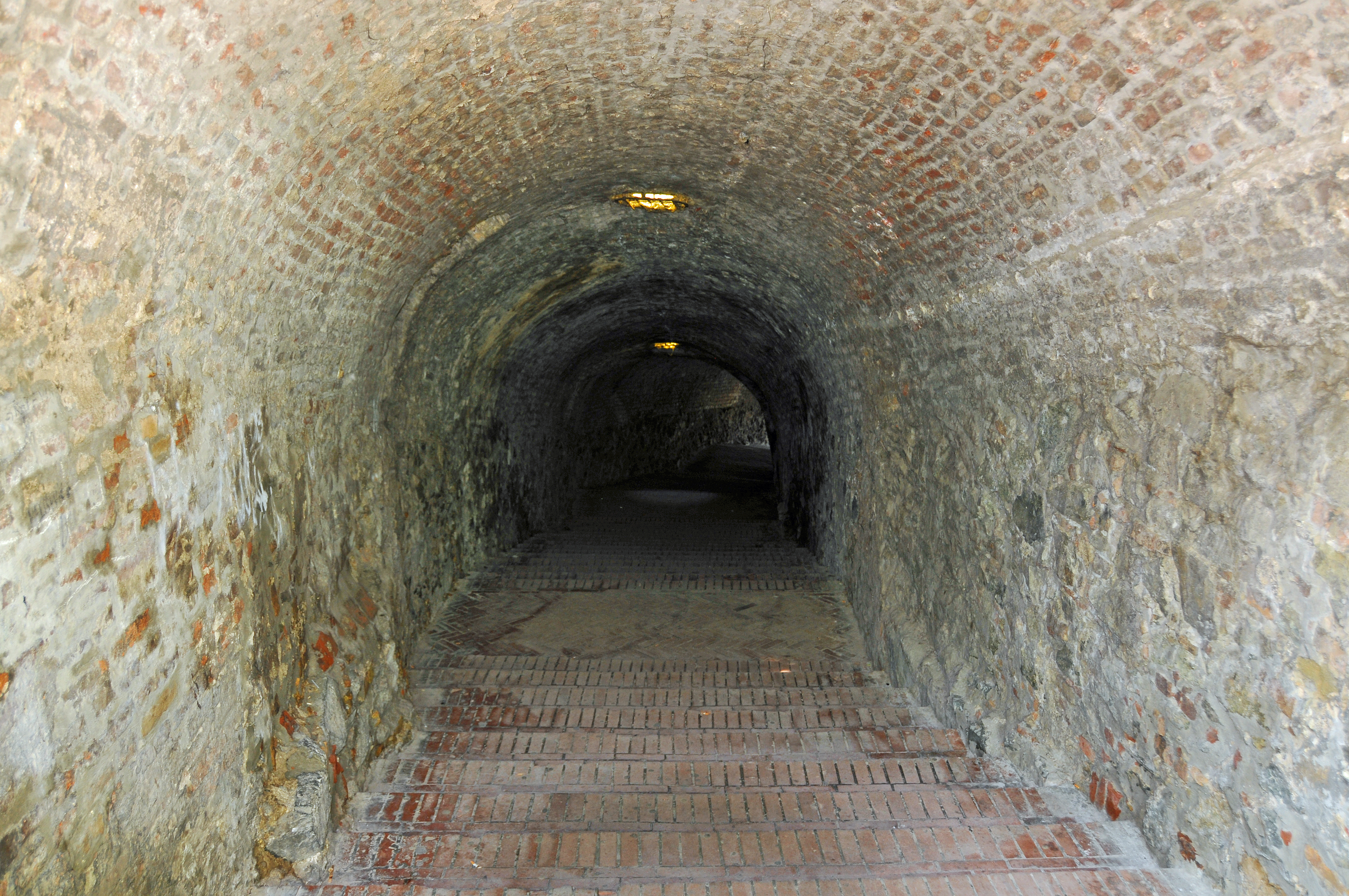
الأنفاق تحت الأرض.

بعد اكتمال بناء قلعة بتروڤارادين، لم يعد هناك أي تهديد من القوات العثمانية. كان آخر دور عسكري هجومي لعبته القلعة أثناء الثورة المجرية في عام 1849م، عندما حاولت القوات النمساوية إجبار القلعة على الاستسلام بعد الحصار. وجاء الجواب في شكل قصف مدينة نوفي ساد في 12 يونيو/حزيران، حيث تم تدمير ثلثي المدينة.
خلال الفترة التالية، كانت القلعة بمثابة ثكنات عسكرية ومنشأة تخزين. بعد الحرب العالمية الأولى، أصبحت بتروڤارادين جزءًا من مملكة الصرب والكروات والسلوفينيين التي عُرفت لاحقًا باسم يوغوسلافيا.
خلال هذه السنوات، هُدمت الحصون القديمة في بلغراد، وأوسييك (Osijek)، وكارلوفاك (Karlovac)، وسلافونسكي برود (Slavonski Brod)، التي بُنيّت في القرن السابع عشر، لأنها فقدت أهميتها العسكرية. كان المهندس العقيد دراجوس ديلوسيفيتش (Dragoš Đelošević)، الذي كان مسؤولاً عن تدمير الحصون، اعتبر قلعة بتروڤارادين جميلة للغاية ولا تستحق مصير الحصون الأخرى، لذا قرر أن يتركها سالمة، فبقيت القلعة حتى اليوم.

### برج الساعة
"الساعة المقلوبة" كما تُعرف، هي إحدى المعالم البارزة لقلعة بتروڤارادين.
عُكست أطوال عقارب الدقائق والساعات على برج الساعة، بحيث يشير العقرب الصغير إلى الدقائق، بينما يشير العقرب الكبير إلى الساعات. .
أُنشئ البرج على هذا النحو حتى يتمكن الصيادون على نهر الدانوب من رؤية الوقت من مسافة بعيدة.

### مهرجان اكزيت EXIT
مهرجان اكزيت EXIT هو مهرجان موسيقي صيفي سنوي يُقام في القلعة منذ إنشائه في عام 2001م. ومنذ ذلك الحين، تطور المهرجان من أكبر مهرجان في جنوب شرق أوروبا إلى واحد من أكبر المهرجانات في أوروپا.